# リヨンの反乱
リヨンの反乱（リヨンのはんらん, 仏: Siège de Lyon）は、フランス革命期の1793年、パリの革命政府に対して王党派と穏健共和派が起こしたリヨンでの反革命反乱である。ジロンド派と関係する連邦主義の反乱の一つとされる。
革命政府はこれを徹底的に弾圧し、リヨンの大虐殺を引き起こした。反乱鎮圧後、リヨンの都市名は改名され、ヴィル・アフランシ（Ville-affranchie）の名で呼ばれた。

## 背景
当時リヨンは、フランスでも工業都市として栄えており、新たに成り上がったブルジョワジーと労働者（サン・キュロット）たちとの対立は、パリよりも深刻なものであった。そんな中、パリから火がついたフランス革命の勃発により、急進的な革命の継続を求めるサン・キュロットたちと、反革命派、あるいは穏健な改革を望む者たちとの対立はより深刻なものとなってしまう。サン・キュロットたちは、狂信的なジャコバン主義者ジョゼフ・シャリエ (Joseph Chalier) の煽動の下にシャリエ派と呼ばれるグループを形成していた。
シャリエは元僧侶で、リヨンの市役所時代はジャン＝マリー・ロランの同僚であったが、共和主義者でもあったため革命を歓迎し、バスティーユ牢獄の石垣を抱え、6日6晩徒歩でパリからリヨンへと持ち帰り、これを聖体として崇める程の狂信的な革命家だった。また、マラーを神の如く崇拝するなど、その政治的急進性とカリスマ性は反革命派にとって脅威であった。

## 反革命反乱

### シャリエの処刑
しかしシャリエは、1793年5月30日、革命政府に反対する街の王党派たちによって投獄されてしまう。さらに、王党派は手紙を偽造してシャリエの罪をでっち上げ、他のシャリエ派やパリへの見せしめとして、彼に死刑を県議会において宣告したのである。国民公会はあわててシャリエを救おうとしたが、既に遅かった。さらにリヨンに対して何度も警告・勧告を行ったが、リヨンはますますパリの急進主義者達への対決色を色濃くした。
国民公会が脅しとしてギロチンを送りつけると、リヨンでは逆にそのギロチンを使ってシャリエを処刑することを決定し、7月17日にリヨンのテロ―広場で執行された。しかし、ギロチンの扱い方になれないリヨンの処刑人リペールは、ギロチンの刃を3度落としてもシャリエの首を切断することができず、最後は斧（ナイフとする文献もある）を使ってようやく首を落とした。この光景には、シャリエ派のみならず、反革命派の民衆もショックをうけた。

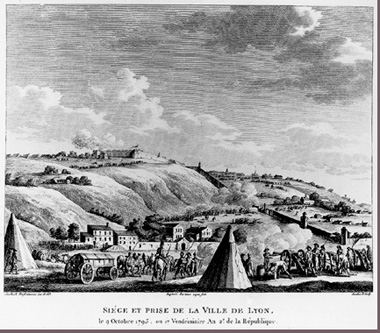
リヨンへの包囲・砲撃

### 反乱の鎮圧
反乱を鎮圧し、街の主導権をシャリエ派のもとへと返すべく、約3万の共和国軍がリヨンへと派遣され、8月8日から同市を包囲した。リヨンは街の周囲を城壁に守られた城塞都市であったが、共和国軍は大砲を用いて直接市内に砲弾を撃ち込み、都市を破壊した。
やがて市内でシャリエ派がリンチにあっているという情報が流れると、これを救出すべく共和国軍はリヨンに対して徹底的に砲撃を加え、街を沈黙させた。このときフランスでは徴兵制度が始まっており、共和国軍が容易に人員を補充できたことも、包囲されたリヨンにとっては不利に働いた。やがて、10月9日、リヨンは革命政府に対して停戦と開城を申し出る。
なお、この包囲戦には、後に大陸軍元帥となる、ルイ＝ガブリエル・スーシェも参加していた。彼はこのリヨン出身であり、彼にとってこの作戦は自らの故郷に対する攻撃であった。彼は、砲撃の前に何度もリヨン市との交渉の持続を求めたという。
また、リヨン包囲戦に参加した共和国軍は、その後同じく王党派の反乱が起こっていた港湾都市トゥーロンへの援軍として派遣され、同港の奪還作戦に参加した。

## リヨンの大虐殺

### 国民公会の対応
鎮圧されたリヨン市に対し、国民公会は徹底的に報復することを決定。10月12日、公会議長ルイ＝ジョゼフ・シャルリエは以下のような宣言を発した。
1. 国民公会は、公安委員会の建議により、猶予することなくリヨンの反動革命を武力で懲罰する目的を以って、5名の議員より成る非常委員会を指名する。
2. リヨンの全住民は武装を解除し、その武器は共和国防御者に引き渡されるべし。
3. 武装の一部は、富者及び反動革命家の圧迫を被っている愛国者に交付するものとする。
4. リヨン市は破壊されるものとする。有産階級の住居は全て破壊されるべし。貧民の家、殺戮もしくは追放させられた愛国者の住家、工業建築物、並びに慈善・教育の目的に使用されるもののみは、残存に差し支えなし。
5. リヨンという名称は、共和国の都市表から抹消される。残った都市は、今後ヴィル・アフランシの名で呼ばれるものとする。
6. リヨンの廃墟には記念碑を立て、王党の都市の罪と罰を天下後世に知らせる目的を以って「リヨンは自由と戦いを交えたり―リヨンはもはやあらず」という碑銘を刻むものとする。

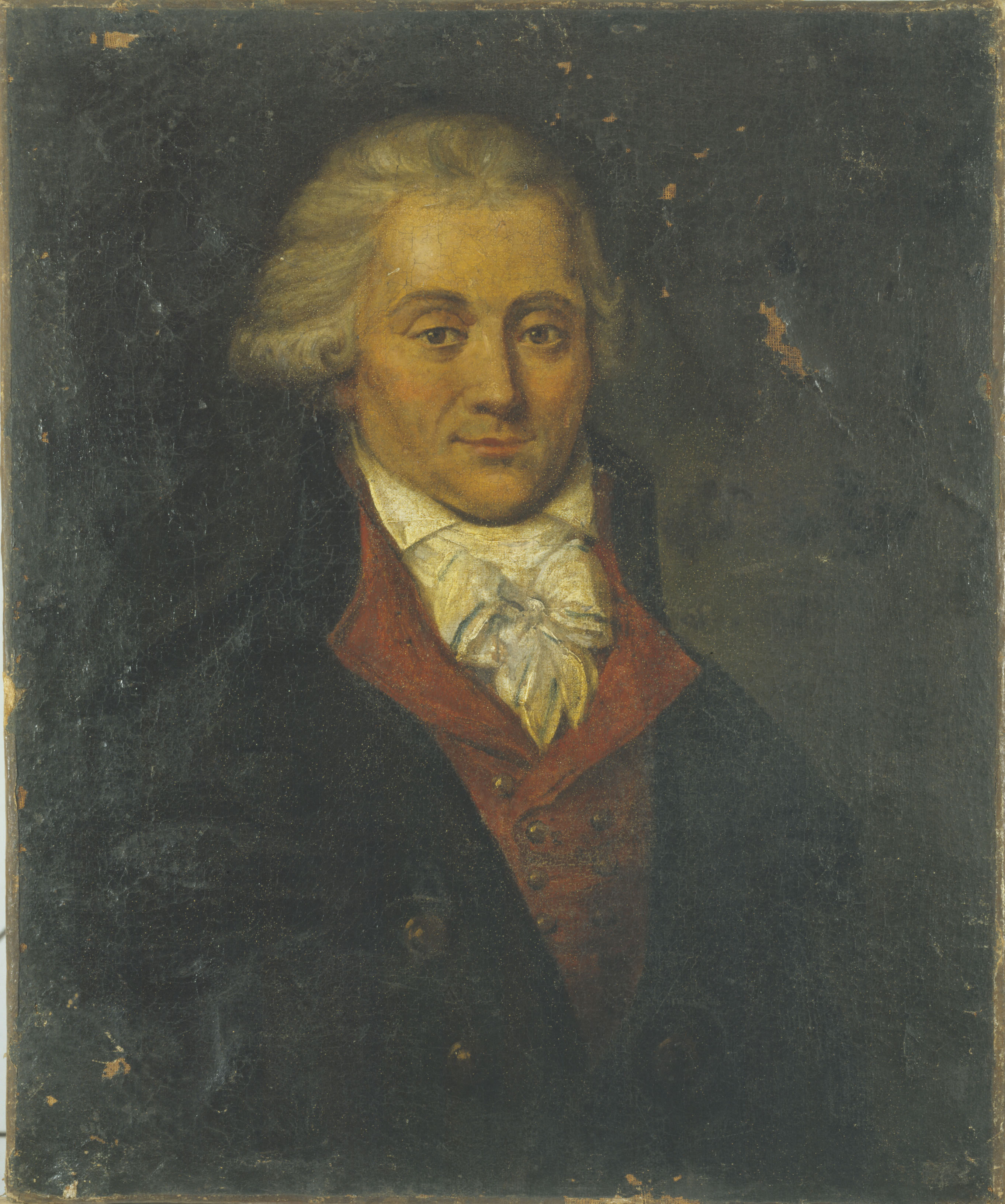
ジョルジュ・クートン

議会ではこれに反対するものもなく、ジャコバン派の指導者マクシミリアン・ロベスピエールの側近、ジョルジュ・クートンが国民公会代表としてリヨンへと派遣された。リヨンではこの宣言を聞いた市民達が革命政府の報復をおそれ、戦慄した。

### クートンの処置
反乱終結後、クートンはリヨンに対する報復として建物の屋根から瓦をはがしたり、壁を槌で叩いて形ばかりの傷をつけたり、反乱指導者を数名処刑するだけなど、比較的寛容な処置しか行わなかった。彼は、フランス第2の都市であるリヨンを徹底的に破壊することは、現実離れしていると考えたからである。恐ろしい宣言の後で、思いもかけぬ穏便な処置に街の人々は安堵したが、これを不服とした議員達はクートンの罷免を求めた。

### フーシェ、コロー・デルボワの派遣

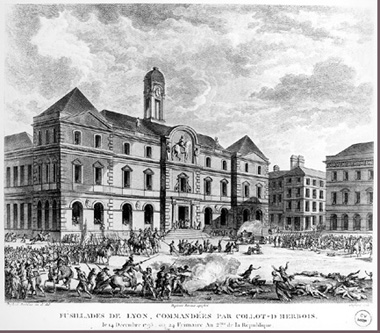
コロー・デルボワの命令による住民の大量銃殺刑

やがてクートンに代わってジョゼフ・フーシェ、コロー・デルボワらの派遣が決定された。コロー･デルボワは11月7日、フーシェは11月10日にそれぞれリヨンに到着している。コロー・デルボワについては、彼がリヨンで俳優をしていた際、舞台で野次り倒されたことがあったため、リヨン市民に対する処罰にはもってこいとされたという説がある。
彼らはクートンの処置を生ぬるいものとして、リヨンへの徹底的な報復を開始する。まず、処刑されたシャリエの遺体を担ぎ出し、彼を称えるパフォーマンスを行った。翌日には革命裁判所が設置され、12月4日から本格的な処刑が開始された。ギロチンによる処刑では「あまりにまだるっこい」として、大砲による処刑や、自分で墓穴を掘らせた上での銃殺などが行われた。フーシェにいたっては、都市人口の10%を処刑する、というノルマを己に課していたとも言われる。

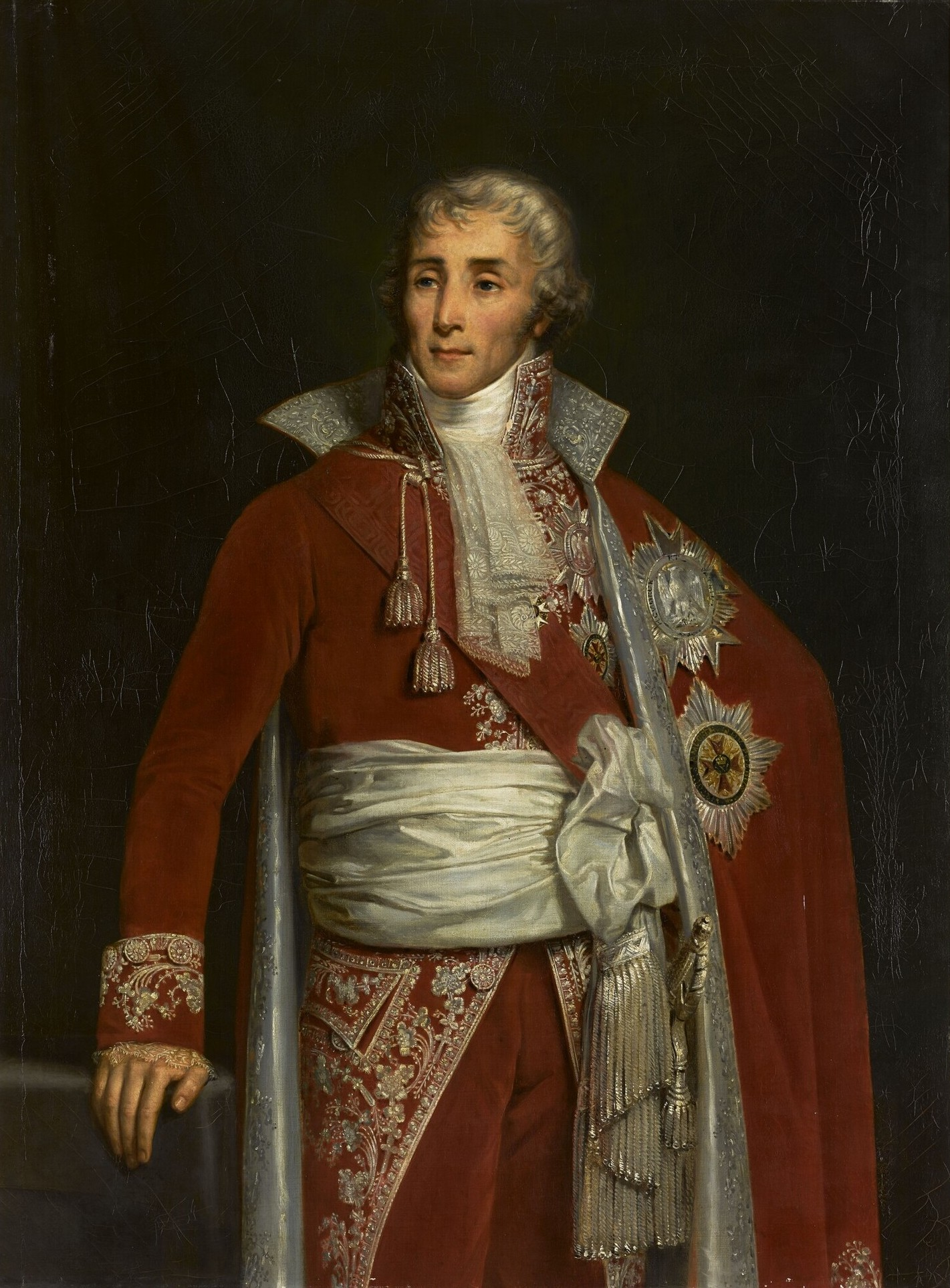
ジョゼフ・フーシェ

これにより、リヨンの反乱に関った人々は処刑され、プロトー平原には死体が溢れかえった。さらに、国民公会の宣言にのっとり、リヨンの街も徹底的に破壊される。それでも処刑が続いたため死体はローヌ川・ソーヌ川に沈められたが、一部はいかだに載せられて下流へと流された。これは、同じく王党派の反乱が起こったトゥーロンまで死体が流れ着けば、叛徒への脅しとなるというフーシェの指図によるものだった。トゥーロン奪還の報が届くと、その日の祝いとしてさらに200名もの叛徒の処刑を行った。
3ヶ月にわたる虐殺で、2000人近くの人々が処刑されたといわれる。なお、フーシェはこの一件の後で「リヨンの霰弾乱殺者」と呼ばれるようになっている。

## その後
リヨンの街は徹底的に破壊され、反乱関係者も処刑されたことで、リヨンでの反革命分子はほとんど消滅した。国民公会の宣言どおり、リヨンの名は改名され、以降同市はヴィル・アフランシ（"Ville-affranchie"、解放市の意。またはコミューン・アフランシ）と称されるようになった。
また、この大虐殺を指導した派遣議員のフーシェ、コロー・デルボワは、パリから出頭を命じられた。虐殺が過激すぎるものとして、ロベスピエールの怒りを買ったためである。派遣議員の中には、トゥーロンへ派遣されたバラスやフレロン、ボルドーへ派遣されたタリアンなど、彼らと同様に過酷な報復が咎められる者が多かった。これを理由に処刑されることを恐れた派遣議員達は、フーシェの首謀する反ロベスピエールの陰謀に加担した。やがてこの動きがテルミドールのクーデターへとつながるのである。
クーデター後の1794年10月7日、都市名はリヨンに戻された。